# モブ子の恋

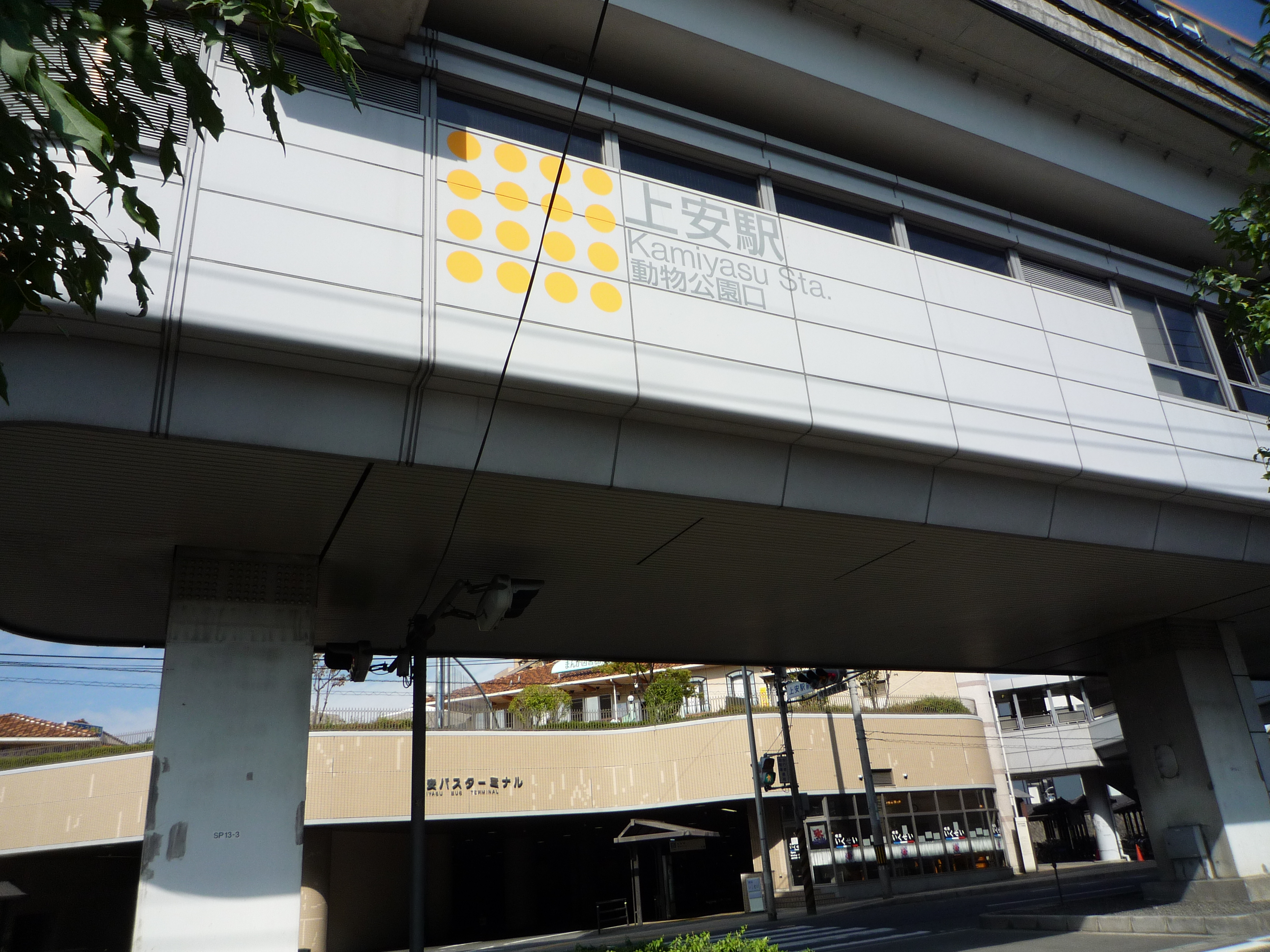
広島高速交通広島新交通1号線上安駅（動物公園口）。同駅付近が本作の主な舞台となっている

『モブ子の恋』（モブこのこい）は、田村茜による日本の漫画作品。『月刊コミックゼノン』（ノース・スターズ・ピクチャーズ）にて2016年11月号に読切が掲載され、2017年5月号より2018年9月号まで連載された。その後、ウェブコミック配信サイト『コミックタタン』（コアミックス）に移籍し、2018年8月19日より連載中。
広島県広島市安佐南区上安駅付近を主な舞台としており、フレスタ安店（現在は閉店）をはじめとした周辺の施設が作中でも描かれている。そのため2021年7月には、上安駅を擁するアストラムライン（広島高速交通）と本作のコラボが行われ、周辺施設とのスタンプラリーが開催された。
主人公は、かつて「ザコ」と同義で否定的に描かれることが多かったいわゆる「モブ」とされているが、本作では「モブ」に悪い意味を持たせておらず、むしろ肯定的に扱っている。
『月刊コミックゼノン』2021年7月号では、本作の単行本第10巻の発売を記念して特別編が掲載された。同郷作家である新久千映とコラボレートし、特別編の作中に新久の『ワカコ酒』の主人公・ワカコが登場している。
2023年5月19日、実写映画化が発表され、のちに公開時期は2026年と発表された。

## ストーリー
生まれてから片隅で“脇役”として過ごしてきた女子大学生・田中信子（モブ子）が、アルバイト先の同級生・入江博基に恋をする。積極的な行動が苦手な信子が、勇気を振り絞って一歩ずつ距離を詰めていく淡い恋物語である。
物語においては、明確な敵や恋敵が存在しない。『脇役だって恋をする』がキャッチコピー。

## 登場人物

### メインキャラクター
田中信子（たなか のぶこ）
本作の主人公の女子学生。愛媛県出身。作品開始時は大学2年生。スーパーマーケットでアルバイトをしている。
タイトルのモブ子は彼女の名前をもじったものである。一人っ子で、アパートの2階の部屋を借りて住んでいる。
大学4年生編では、民間企業への就職活動失敗をバネに公務員試験対策を行い、広島県庁と愛媛の市役所で最終面接を受け、愛媛の市役所の内定を得る。
社会人編では、市民課戸籍係に配属される。全てが初めての仕事で右往左往することもあるが、周囲の人々のアドバイスを得ながら成長を続けている。また、遠距離恋愛になった博基との恋も歩幅は小さいが着実に前に進んでいる。
入江博基（いりえ ひろき）
信子と同じ大学で同学年の男性。理系。広島県出身。信子のアルバイト先の同僚。信子と交際することになる。眼鏡をかけている。誰に対しても分け隔てなく温和な態度で接する。しかし堅苦しい感じはなく、物腰も柔らかい。両親と兄と同居している。大学卒業後は、大学院に進学する。

### 大学生編の登場人物
大学生編（単行本13巻まで）で登場した人物
安部（あべ）
信子のアルバイト先の後輩の女性。恋バナ好きである。クラスメイトと交際している。恋愛に奥手な信子がたびたび相談を持ち掛ける相手であり、安倍はその度に答えを導くヒントを示している。
早川芙美子（はやかわ ふみこ）
通称「ふみちゃん」。信子の大学の友人の女性。新入生オリエンテーションで座席が隣だったことから友人になる。眼鏡をかけている。就職先は第1希望ではなく、それ以外の営業職に内定する。長らく本名は不明であったが第80話の後の特別編で明らかになった。社会人になってから通勤バスで顔見知りになった男性と交際を始めた。
金子（かねこ）
信子のアルバイト先の先輩の男性。面倒見がいい。入江と仲が良い。就職を機にアルバイトを卒業。現在は、東京のファッションベンチャー企業で営業として働いている。
篠崎（しのざき）
信子のアルバイト先の先輩。サバサバ系の美人。就職を機にアルバイトを卒業。同作者の過去作『たそがれメモランダム』に登場したゆーちゃんと外見や口調が酷似しているが同一人物かは不明。
店長（てんちょう）
信子のアルバイト先の男性店長。金子と仲が良い。
澤村（さわむら）
地元の女子高生。入試前にスーパーでチョコレート（販促品）をくれた入江に片思いをするが、信子の存在を知り失恋。大学進学を期に上京し、書店でアルバイトを始める。
久世（くぜ）
澤村と同じ書店でアルバイトをしている高校3年生。第59話の後の特別編で初登場。澤村に思いを寄せている。のちに澤村と同じ大学に進学する。

### 社会人編の登場人物
社会人編（単行本14巻から）から登場した人物
須藤（すどう）
市民課戸籍係の女性。信子の指導係。厳しくも愛情をもって信子を指導している。眼鏡をかけている。
隅 明日香（すみ あすか）
総務課広報係の女性。信子と同期。幼馴染の太一に恋愛感情を持っている。
青池 芽衣（あおいけ めい）
税務課徴収係の女性。信子と同期。大阪に遠距離恋愛中の彼氏がいたが別れた。
塩谷 朔也（しおたに さくや）
社会福祉課生活保護係の男性。信子と同期。芽衣に恋愛感情を持つようになる。
水越 太一（みずこし たいち）
喫茶店の店長。明日香の幼馴染（明日香の兄と同年齢）。明日香からは「たいちゃん」と呼ばれている。
瞳（ひとみ）
名字は不明。太一の元彼女、高校時代から交際し、卒業後遠距離中に別れた。松山のレストランで働いている。

## 読切版
『月刊コミックゼノン』2016年11月号掲載。

## 書誌情報
- 田村茜『モブ子の恋』ノース・スターズ・ピクチャーズ→コアミックス〈ゼノンコミックス〉、既刊22巻（2025年5月20日現在）
  1. 2017年10月20日発売[11]、ISBN 978-4-19-980451-9
  2. 2018年2月20日発売[12]、ISBN 978-4-19-980479-3
  3. 2018年7月20日発売[13]、ISBN 978-4-19-980505-9
  4. 2019年1月19日発売[14]、ISBN 978-4-19-980545-5
  5. 2019年6月20日発売[15]、ISBN 978-4-19-980575-2
  6. 2019年11月20日発売[16]、ISBN 978-4-19-980605-6
  7. 2020年4月20日発売[17]、ISBN 978-4-86720-093-3
  8. 2020年9月19日発売[18]、ISBN 978-4-86720-166-4
  9. 2021年1月20日発売[19]、ISBN 978-4-86720-195-4
  10. 2021年5月20日発売[20]、ISBN 978-4-86720-237-1
  11. 2021年9月18日発売[21]、ISBN 978-4-86720-265-4
  12. 2022年1月20日発売[22]、ISBN 978-4-86720-294-4
  13. 2022年5月20日発売[23]、ISBN 978-4-86720-380-4
  14. 2022年9月20日発売[24]、ISBN 978-4-86720-423-8
  15. 2023年1月20日発売[25]、ISBN 978-4-86720-461-0
  16. 2023年5月19日発売[26]、ISBN 978-4-86720-504-4
  17. 2023年9月20日発売[27]、ISBN 978-4-86720-566-2
  18. 2024年1月19日発売[28]、ISBN 978-4-86720-606-5
  19. 2024年5月20日発売[29]、ISBN 978-4-86720-647-8
  20. 2024年9月20日発売[30]、ISBN 978-4-86720-683-6
  21. 2025年1月20日発売[31]、ISBN 978-4-86720-729-1
  22. 2025年5月20日発売[32]、ISBN 978-4-86720-766-6

## 実写映画
2026年初夏に公開予定。主演は桜田ひよりと木戸大聖。

### キャスト
- 田中信子：桜田ひより
- 入江博基：木戸大聖

### スタッフ
- 原作：田村茜『モブ子の恋』（コアミックス）
- 監督：風間太樹[33]
- 製作：映画「モブ子の恋」製作委員会